# Halorates
Halorates és un gènere d'aranyes araneomorfes de la subfamília Erigoninae, dins de la família Linyphiidae.
Fou descrit per primera vegada per J. E. Hull l'any 1911.

## Distribució
Es pot trobar a la zona paleàrtica i al sud d'Àsia (Àsia meridional): Xina, Kazakhstan, Nepal i Pakistan

## Llista d'espècies
Segons The World Spider Catalog 12.0:
- Halorates altaicus Tanasevitch, 2013 – Kazakhstan
- Halorates concavus Tanasevitch, 2011 – Pakistan
- Halorates crassipalpis (Caporiacco, 1935) – Pakistan, Nepal
- Halorates reprobus (O. Pickard-Cambridge, 1879) (Espècie tipus)
- Halorates sexastriatus Fei, Gao & Chen, 1997 – Xina